# Kína–1
Kína–1 (kínaiul: 东方 红) kínai első kísérleti technikai műholdja. A Kína lett az ötödik ország (Szovjetunió, Amerikai Egyesült Államok, Franciaország és Japán), aki saját hordozórakétával űreszközt állított pályára.

## Küldetés
Feladata a mikrogravitáció körülményei között tanulmányozni az űreszköz működését, fenntartani a földi ellenőrző- és követő rendszerekkel a kapcsolatot. A programban 1980-ig háromfajta űrszonda és két hordozórakéta típus szerepelt.

## Jellemzői
Gyártotta és üzemeltette a Kínai Tudományos Akadémia Speciális Technológia (kínaiul: 中国 空间 技术 研究院)  (CAST) csoportja.
Megnevezései: Kína–1; DFH–1; DFH Mao 1; Dong Fang Hong (DFH–1); PRC–1 (People's Republic of China); COSPAR: 1970-034A; Kódszáma:4382.
1970. április 24-én Közép-Kínából, a Csiucsüan Űrközpontról, a LA–2A jelű indítóállványról egy kétfokozatú könnyű CZ–1 hordozórakétával indították alacsony Föld körüli pályára (LEO = Low-Earth Orbit). Az orbitális egység pályája 111,54 perces, 68,43 fokos hajlásszögű, elliptikus pálya perigeuma 441 kilométer, az apogeuma 2396 kilométer volt.
Alakja gömb, átmérője 1 méter, tömege 173 kilogramm volt. Felülete tükröző lapocskákkal volt fedve, hogy a földi ellenőrző objektumok optikai és radar méréseket végezhessenek. Forgás-stabilizált űreszköz. A technikai eszközök (technikai adatok mérése, telemetriai lejátszás a földi vevőállomásra) mellett rádióadóval rendelkezett, ami Mao elnök tiszteletére a Dong Fang Hong („A Kelet vörös”) dalt sugározta. Energiaellátását kémiai akkumulátorok biztosították. Aktív szolgálati idejét 15 napra tervezték.
Pályaadatainak köszönhetően mintegy hat hónapig keringett. 1970 júniusában földi parancsra belépett a légkörbe és megsemmisült.